# Erik Forssman

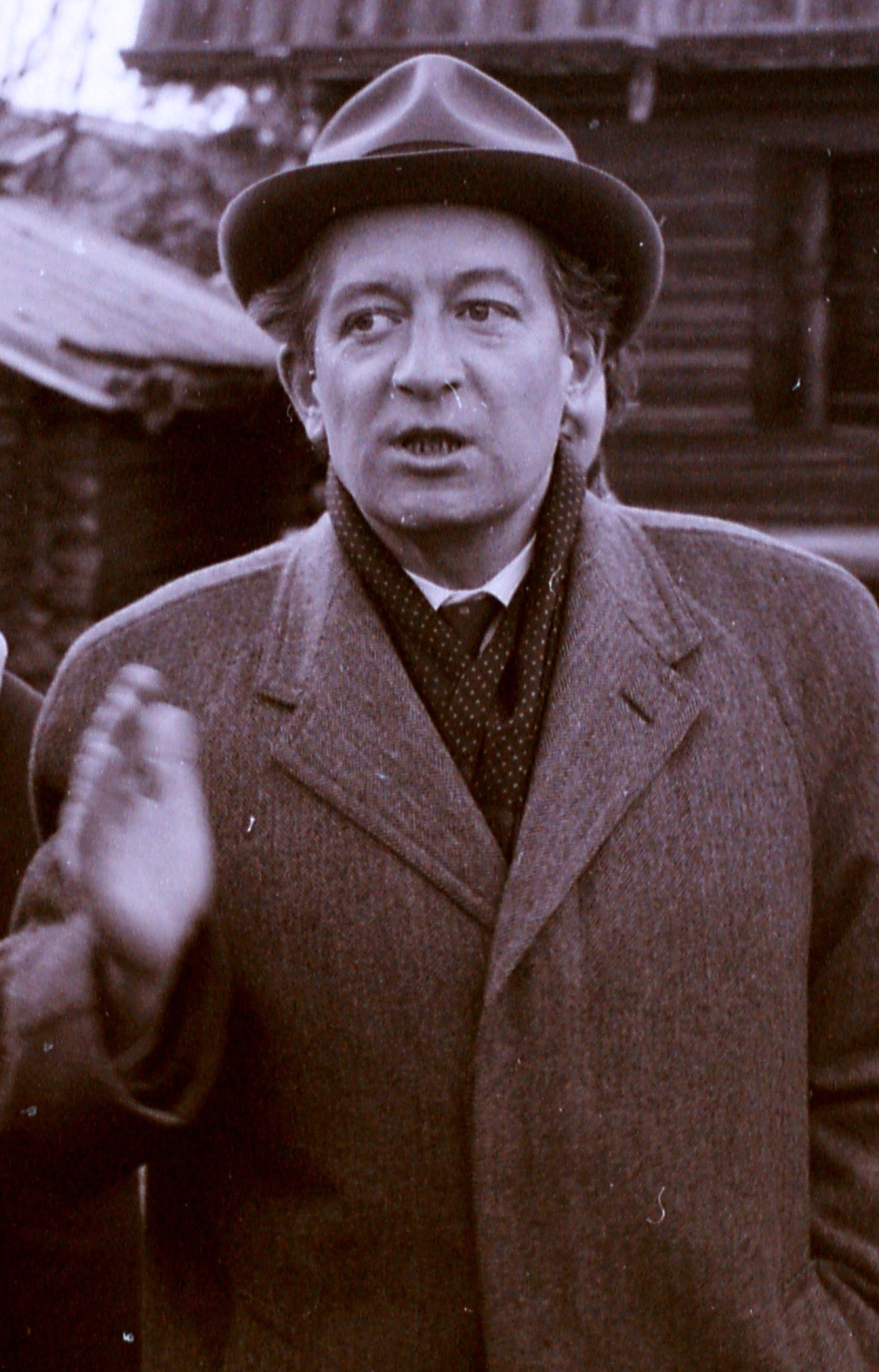
Erik Forssman

Erik Forssman (* 27. Dezember 1915 in Berlin; † 17. Juni 2011 in Freiburg im Breisgau) war ein schwedischer Kunsthistoriker, der den überwiegenden Teil seines Lebens in Deutschland verbrachte.

## Leben
Forssman wurde als Sohn des schwedischen Ingenieurs und Flugzeugkonstrukteurs Villehad Forssman in Berlin geboren und wuchs in Kassel auf. Er arbeitete für den Leipziger Kunstverlag E. A. Seemann und begann neben seiner Arbeit 1942 in Leipzig mit dem Studium der Kunstgeschichte, Germanistik und Philosophie. In Göttingen studierte er Kunstgeschichte bei Heinz Rudolf Rosemann. Nach dem Krieg setzte er seine Studien in Schweden fort. In den ersten Jahren war er bei Bermann-Fischer-Verlag in Stockholm als Korrektor tätig. 1956 promovierte er in Stockholm mit einer Dissertation mit dem Titel Säule und Ornament.
1957 wurde Forssman Direktor des Zornmuseet in Mora in Schweden. Von 1971 bis 1984 war er Professor für Kunstgeschichte an der Albert-Ludwigs-Universität Freiburg. 1972 wurde er als ordentliches Mitglied in die Heidelberger Akademie der Wissenschaften aufgenommen.
Forssman ist in der Wissenschaft durch seine Forschungen über Andrea Palladio und den Palladianismus in Europa, über Karl Friedrich Schinkel sowie über die Architekturtheorien der Renaissance und des Manierismus hervorgetreten.

## Ehrungen
- 1994: Bundesverdienstkreuz 1. Klasse[3]

## Werke (Auswahl)
- Dissertation: Säule und Ornament: Studien über das Problem des Manierismus in den nordischen Säulenbüchern und Vorlageblättern des 16. und 17. Jahrhunderts. Almkvist und Wiksell, Stockholm 1956.
- Anders Zorn: 1860–1920, Katalog zur Ausstellung im Kunstmuseum Düsseldorf, 1958.
- Venedig in der Kunst und im Kunsturteil des 19. Jahrhunderts. (Acta Univers. Stockholmiensis = Stockholm Studies in History of Art 22). Stockholm 1971.
- Die Kunstgeschichte und die Trivialkunst, Vortrag gehalten am 27. April 1974. Winter, Heidelberg 1975, ISBN 3-533-02405-9.
- Karl Friedrich Schinkel: Bauwerke und Baugedanken. Schnell & Steiner, München 1981, ISBN 3-7954-0824-5.|
- Dorisch, Jonisch, Korinthisch. Studien über den Gebrauch der Säulenordnungen in der Architektur des 16. bis 18. Jahrhunderts. 1961. (Reprint: Vieweg-Verlag, Wiesbaden 1984, ISBN 3-528-08699-8)
- Karl Friedrich Schinkel. Seine Bauten heute. Fotoband mit Aufnahmen von P. Iwers, Harenberg, Dortmund 1990, ISBN 3-88379-597-6.
- als Herausgeber: Palladio. Werk und Wirkung. Rombach Verlag, Freiburg im Breisgau 1997, ISBN 3-7930-0691-3.
- Goethezeit: Über die Entstehung des bürgerlichen Kunstverständnisses. Deutscher Kunstverlag, München/Berlin 1999, ISBN 3-422-06249-1.
- Der Dorische Stil in der deutschen Baukunst. Rombach Verlag, Freiburg im Breisgau 2001, ISBN 3-7930-9296-8.
- Einfache Nachahmung der Natur, Manier, Stil: Goethes kunstgeschichtliche Grundbegriffe. Rombach Verlag, Freiburg im Breisgau 2005, ISBN 3-7930-9424-3.
- Kunst und Architektur im neuzeitlichen Europa: Ausgewählte Beiträge, herausgegeben von Hermann Reidle. Olms, Hildesheim/Zürich/New York 2005, ISBN 3-487-12804-7.
- Edle Einfalt, stille Größe: Winckelmanns Gedanken über die Nachahmung der griechischen Werke in der Malerei und Bildhauerkunst von 1755. Rombach Verlag, Freiburg im Breisgau 2011, ISBN 978-3-7930-9631-3.